# Từ Đại Xuân
Từ Đại Xuân (tiếng Trung: 徐大椿; bính âm: Xú Dàchūn; 1693–1771), tên tự Từ Linh Thai (tiếng Trung: 徐靈胎; bính âm: Xú Língtāi), còn được gọi Từ Đại Nghiệp (tiếng Trung: 徐大業; bính âm: Xú Dàyè), là một nhà văn và thầy thuốc Trung Quốc hoạt động trong triều đại nhà Thanh. Mặc dù không được học hành chính quy, nhưng ông nổi tiếng tinh thông về y học, là tác giả của nhiều chuyên luận về y học, bốn trong số đó được bảo quản đầy đủ trong Tứ khố toàn thư. Ông dành phần lớn cuộc đời ở Giang Tô nhưng qua đời tại Bắc Kinh.

## Tiểu sử
Từ Đại Xuân sinh năm 1693 tại Ngô Giang, Giang Tô. Ông nội, Từ Thu (徐釚; 1636–1708), là một nghệ sĩ, nhà sử học và nhà thơ nổi tiếng, trong khi cha ông, Từ Dưỡng Hạo (徐養浩; mất k. 1721), là kỹ sư thủy lực. Vào thời điểm ông sinh ra, tình hình tài chính của gia đình trở nên khó khăn hơn. Thay vì được học hành chính quy, Từ đã tiếp thu nhiều kiến thức về thủy lợi từ cha mình. Ông tự học đọc và viết, chú trọng đến y học và triết học, mặc dù ông cũng quan tâm đến thiên văn học, võ thuật và âm nhạc.

## Sự nghiệp

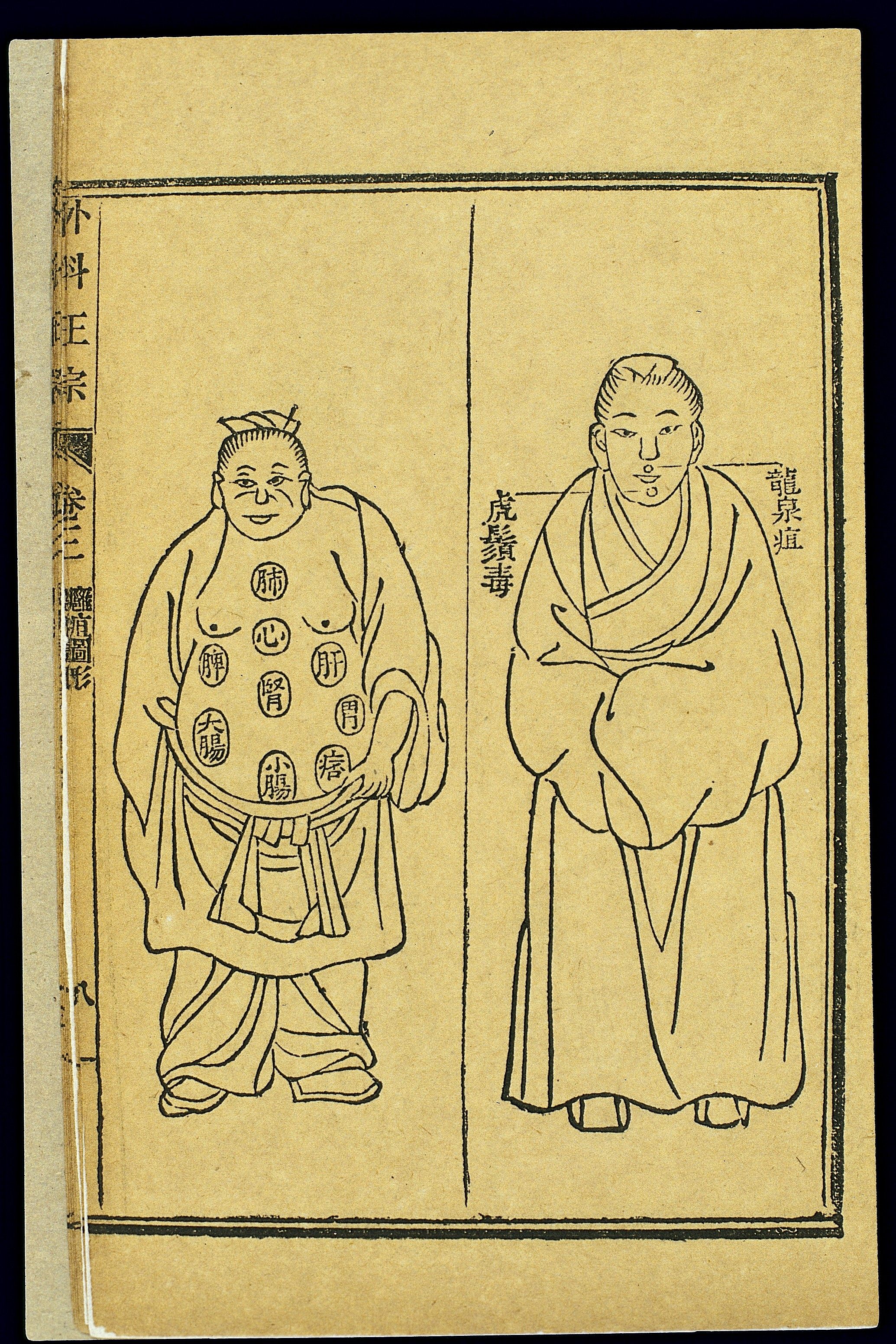
Bản khắc gỗ từ ấn bản Ngoại khoa chính tông bình (外科正宗評) năm 1860 của Từ Đại Xuân.

Từ Đại Xuân được mô tả là "một người đàn ông có vóc dáng cao lớn với vầng trán rộng và giọng nói vang", ông nhận nhiều lời khen ngợi với tư cách là một lương y. Ông là tác giả các bài bình luận kinh điển về y học Trung Quốc bao gồm Nan kinh, Thần Nông bản thảo kinh và Thương hàn luận. Năm 1757, ông xuất bản Y học nguyên lưu luận (醫學源流論). Ngoài y học, ông còn viết các chuyên luận dài về thủy lợi, triết học Đạo giáo, và tạp kịch (một hình thức của hý khúc).

## Quan điểm
Từ Đại Xuân mạnh mẽ bảo vệ việc hành nghề y, tranh luận rằng "con người chiếm vị trí quan trọng nhất trên trái đất, số phận của con người trên trái đất phụ thuộc vào y học." Tuy nhiên, ông thừa nhận y học có những hạn chế của nó—bất kỳ ý kiến nào cho là nó có thể giúp một người đạt được sự bất tử là "vô nghĩa". Ông nhận xét không phải tất cả các bệnh đều cần phải chữa trị: "Tôi tin có một số người khi mắc bệnh đã tự bình phục mà không cần chữa trị, những người khác phải cố gắng để hồi phục mà không cần can thiệp y học, một số người khác không thể hồi phục nếu không có sự chữa trị từ y học và sẽ chết."
Từ Đại Xuân theo chủ nghĩa truyền thống, ông cho rằng sự suy tàn y học ở Trung Quốc — và nền văn minh Trung Quốc nói chung — là do "lạc lối khỏi con đường của các nhà thông thái thời cổ đại". Theo ông, Hoàng Đế nội kinh được cho là văn bản y học lâu đời nhất của Trung Quốc, là "sách hướng dẫn thực hành y khoa có giá trị tốt nhất". Tuy nhiên, ông tán thành các tác phẩm của Trương Trọng Cảnh, cũng như bản tóm tắt chính thức của triều đại nhà Thanh, Ngự toản y tông kim giám.
Ông thường phê phán các thầy thuốc cố gắng giải thích y học theo thuật ngữ âm dương hoặc ngũ hành. Ông cũng tin con người có thể bị ma quỷ và linh hồn chiếm hữu, nhưng chỉ khi khí của họ bị thiếu hụt, và các loại thuốc chống lại "sự bất hòa trong cơ thể" sẽ vượt trội hơn sức mê hoặc và bùa chú trong việc chữa lành cho những người bị quỷ ám. Mặt khác, ông phản đối việc dùng quá mức và không cần thiết các loại "thuốc bổ" như nhân sâm: "Người ngốc nghếch cho rằng thuốc đắt tiền là thuốc tốt, thuốc rẻ tiền sẽ là thấp kém, và bản chất tầm thường của con người luôn thích thêm vào và không thích bị bệnh."

## Cuối đời
Thời điểm này nghề lương y được củng cố cùng lời khuyên được săn đón, ông được triệu đến Bắc Kinh vào năm 1761 để chăm sóc Tưởng Phổ, một quan chức triều đình và là con trai của Tưởng Đình Tích. Ông chẩn đoán chính xác bệnh tình của Tưởng Phổ đã ở giai đoạn cuối, sau đó ông nhận được lời đề nghị vào một vị trí trong Bộ Y học Hoàng gia, nhưng ông đã từ chối.
Từ Đại Xuân trải qua những năm cuối đời ở Hồi Khê (洄溪), một ngôi làng phía bắc quê hương của ông ở Ngô Giang, sau đó được gọi là Hồi Khê lão nhân (洄溪老人) hoặc "Ông già Hồi Khê". Năm 1771, ông nhận được một lời đề nghị khác của hoàng gia đến Bắc Kinh. Ông qua đời cùng năm, ngay sau khi đến thủ đô cùng con trai Từ Hi (徐爔).
Viết trong Tuy dương toàn tập ngay sau khi ông qua đời, người viết tiểu sử Viên Mai (袁枚) nhận xét: "(Từ Đại Xuân) đặc biệt tinh thông y học cổ truyền Trung Hoa; mỗi lần chữa trị cho bệnh nhân, ông ấy thông thạo với phương pháp mà theo đó các cơ quan quan trọng của cơ thể hoạt động đến mức dường như ông có thể truyền đạt với chúng để phục hồi về trạng thái bình thường." Bốn trong số các chuyên luận của Từ Đại Xuân được lưu giữ đầy đủ trong bách khoa toàn thư thế kỷ 18 Tứ khố toàn thư.

### Trích dẫn
1. 1 2 3 4 5 6 7 8  Yang 2017, tr. 710.
2. 1 2 3 4 5 6 7  Unschuld 2018, tr. 75.
3. 1 2 3  Bian 2022, tr. 124.
4. 1 2 3 4  Yang 2017, tr. 711.
5. 1 2  Li 2022, tr. 196.
6. 1 2 3 4  Unschuld 2018, tr. 77.
7. ↑  Unschuld 2018, tr. 78–79.
8. ↑  Unschuld 2018, tr. 76.
9. ↑  de Vries 2015, tr. 103.
10. ↑  Junqueira 2022, tr. 469.
11. ↑  de Vries 2015, tr. 98.
12. ↑  Buck 2014, tr. 295.